# 2001 у Тернополі
| Роки в Тернополі: ← · 2000 · 2001 · 2002 · 2003 · 2004 · 2005 · 2006 · 2007 · 2008 · 2009 · 2010 · 2011 · 2012 · 2013 · 2014 · 2015 · 2016 · 2017 · 2018 · 2019 · 2020 · 2021 · 2022 · 2023 · 2024 Див. також: XIX століття · XX століття |

- 461 рік із часу заснування міста Тернополя (1540).

## Події
- 16 липня — розпочалося будівництво основного храму парафії святого апостола і євангеліста Івана Богослова УГКЦ, який спроектував Богдан Білоус.

## З'явилися
- 21 жовтня — у скверику біля будинку обласної ради профспілок на вулиці Григорія Танцорова (тепер — Старий Поділ) від початку вулиці Анатолія Живова (тепер — Торговиця) встановлена скульптура Ангела-хоронителя.
- 27 жовтня — у сквері імені Митрополита А. Шептицького між бульваром Т. Шевченка та вулицею Січових Стрільців навпроти управління Тернопільсько-Зборівської архієпархії УГКЦ відкрито Погруддя митрополита Андрея Шептицького.
- засновано український рок-гурт «Холодне Сонце».
- відкрито ресторанний комплекс «Андріївський» на вул. Гетьмана Сагайдачного, 11.